# 東海医歯薬科学生バドミントン大会
東海医歯薬科学生バドミントン大会（とうかいいしやっかがくせいばどみんとんたいかい）は、東海地方(愛知県、岐阜県、三重県、静岡県)にキャンパスを置く医歯薬系の大学・学部が参加するバドミントンの大会である。
1965年に第1回が開催され、以降毎年秋に開催されている。2015年度が第50回であった。

## 概要
東海医歯薬科学生バドミントン大会（以下、東海医歯薬）には名目上では東海医歯薬科学生バドミントン連盟という組織が主催しているが、事務局などといった組織運営は行なわれていない。この連盟は、「東海医歯薬科学生バドミントン部員の相互の親睦を深め、団結し、大会をより有意義なものにするために設けられたもの」（連盟規約より引用）であり、東海地方の医歯薬系の大学・学部のバドミントン部約15校が加盟していて、あらかじめ決められた順に輪番で大会を主催する。
競技種目は男女ともに団体戦(男子：2複3単、女子：1複2単)、個人戦（シングルス、ダブルス）である。
主管校は持ち回りとなっており以下のように定められているが、カリキュラム等の都合により年によって参加しない大学や部員が少なく大会運営が厳しい大学はその限りではない。
( ) があるのは同じ大学内に医歯薬系バドミントン部が複数あり、分かれて活動している大学である。
- 名古屋大学
- 愛知学院大学（歯学部・薬学部）
- 朝日大学
- 鈴鹿医療科学大学
- 浜松医科大学
- 名城大学
- 順天堂大学（保健看護学部）
- 岐阜大学
- 三重大学
- 愛知医科大学
- 静岡県立大学
- 名古屋市立大学
- 岐阜薬科大学
- 藤田医科大学（医学部・医療科学部）

近年の主管校
- 2002年 - 三重大学
- 2003年 - 愛知医科大学
- 2004年 - 静岡県立大学
- 2005年 - 岐阜薬科大学
- 2006年 - 藤田保健衛生大学
- 2007年 - 名古屋大学
- 2008年 - 浜松医科大学
- 2009年 - 名城大学
- 2010年 - 岐阜大学
- 2011年 - 三重大学
- 2012年 - 愛知医科大学
- 2013年 - 静岡県立大学
- 2014年 - 岐阜薬科大学
- 2015年 - 藤田保健衛生大学 医学部
- 2016年 - 名古屋大学
- 2017年 - 愛知学院大学（歯学部・薬学部）
- 2018年 - 朝日大学
- 2019年 - 鈴鹿医療科学大学

予定されている主管校
- 2020年 - 浜松医科大学
- 2021年 - 名城大学
- 2022年 - 岐阜大学
- 2023年 - 三重大学
- 2024年 - 愛知医科大学
- 2025年 - 静岡県立大学
- 2026年 - 名古屋市立大学
- 2027年 - 岐阜薬科大学
- 2028年 - 藤田医科大学 医学部
- 2029年 - 名古屋大学